# Marie-Louise Dräger

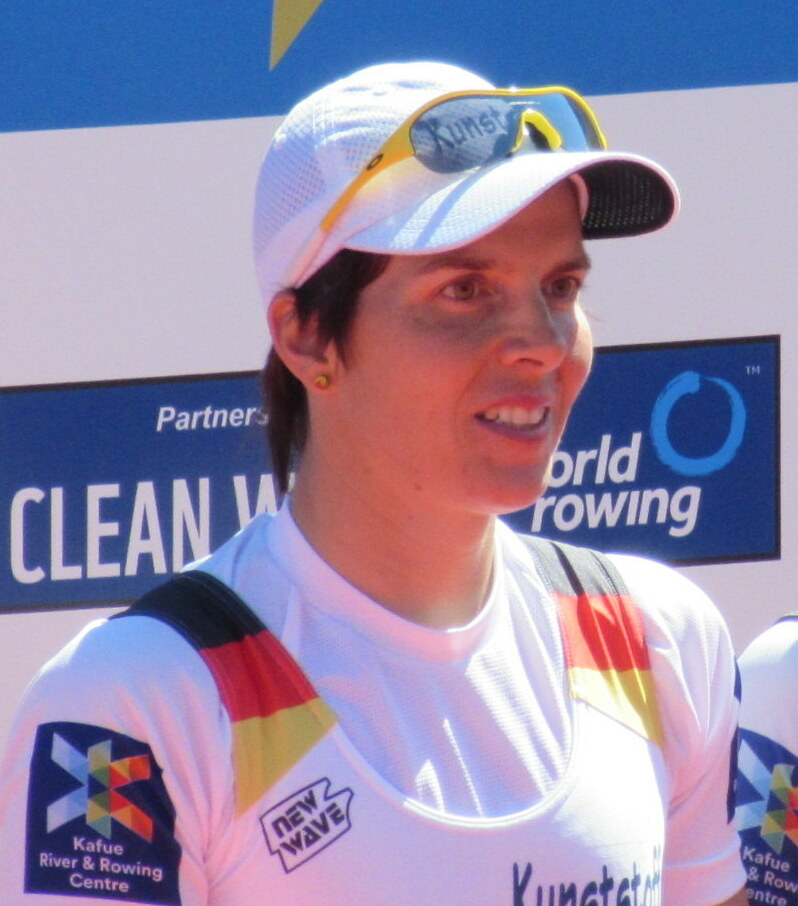
Marie-Louise Dräger bei der Ruder-EM 2016

Marie-Louise Dräger (* 11. April 1981 in Lübeck) ist eine deutsche Ruderin, die 2003 und 2005 im Leichtgewichts-Doppelzweier und 2010 im Leichtgewichts-Doppelvierer und Leichtgewichts-Einer Weltmeisterin wurde.

## Sportliche Karriere
Dräger startete 1999 erstmals bei der Nations Cup, den inoffiziellen U23-Weltmeisterschaften. Zusammen mit Karin Maier wurde sie Vizeweltmeisterin in dieser Altersklasse. 2001 startete sie nach einem ersten Einsatz beim Ruder-Weltcup im Leichtgewichts-Einer bei den Weltmeisterschaften in Luzern und belegte den zehnten Platz.
Im folgenden Jahr war sie zusammen mit Daniela Reimer bei den U23-Weltmeisterschaften im Leichtgewichts-Doppelzweier am Start und wurde erneut U23-Vizeweltmeisterin. Anschließend startete sie bei den Weltmeisterschaften in Sevilla im Leichtgewichts-Einer, wo sie erneut den Finaleinzug verpasste, durch den Sieg im B-Finale aber auf den siebten Platz kam.
Ihren ersten großen Erfolg erreichte sie bei den Weltmeisterschaften 2003 in Mailand, als sie zusammen mit Claudia Blasberg Weltmeisterin im Leichtgewichts-Doppelzweier wurde. Bei den Olympischen Spielen in Athen war sie Ersatzruderin für den leichten Doppelzweier von Blasberg und Reimer. Für die Weltmeisterschaften in Gifu 2005 rückte Dräger wieder zu Daniela Reimer in den Doppelzweier und wurde erneut Weltmeisterin. Im folgenden Jahr konnten die Mannschaft nur den enttäuschenden zehnten Platz bei den Weltmeisterschaften in Eton belegen.
2007 trat Dräger bei den Weltmeisterschaften in München im leichten Doppelzweier mit Berit Carow an und gewann Bronze. Diese Besetzung entschied auch den Gesamtweltcup 2008 für sich, verpasste bei den Olympischen Spielen in Peking mit dem vierten Platz aber die erhoffte Medaille.
2009 ruderte Dräger erneut im Doppelzweier, diesmal mit der jungen Anja Noske, nach einer erfolgreichen Weltcup-Saison erreichten sie bei den Weltmeisterschaften in Posen im Finale den vierten Rang.
2010 gewann Dräger zum fünften Mal in Folge bei den Deutschen Meisterschaften im Leichtgewichts-Einer. Bisher konnte keine andere Athletin so oft gewinnen. In der Saison 2010 ruderte Dräger dann auch nicht mehr im Doppelzweier, sondern im leichten Einer und im leichten Doppelvierer. Nach einer erfolgreichen Weltcup-Saison wurde sie im September 2010 Europameisterin in dieser Bootsklasse. Am 5. November 2010 wurde sie gemeinsam mit Anja Noske, Daniela Reimer und Lena Müller Weltmeisterin im Leichtgewichts-Doppelvierer.
Da sich 2012 Lena Müller und Anja Noske in der verbandsinternen Qualifikation im Leichtgewichts-Doppelzweier durchsetzten, wechselte Dräger in den Einer der offenen Gewichtsklasse. Nachdem sie beim Weltcup in München noch knapp Peggy Waleska unterlag, setzte sie sich im entscheidenden Ausscheidungswettkampf in Essen, zu dem Waleska gar nicht erst angetreten war, gegen Julia Lier und Nina Wengert durch. Die olympische Ruderregatta 2012 beendete sie schließlich im B-Finale auf dem 11. Platz.
Dräger startet für den ORC Rostock. Nach der Geburt ihres ersten Kindes unterbrach sie im Juli 2013 zunächst ihre Karriere. Sie startete im Herbst 2013 aber bereits ihr Comeback und konnte in der Saison 2014 mit einem zweiten Platz auf den Deutschen Kleinbootmeisterschaften überzeugen. 2015 und 2016 gewann sie jeweils mit Ronja Fini Sturm im Leichtgewichts-Doppelzweier die Silbermedaille bei den Europameisterschaften. Bei den Olympischen Spielen 2016 erreichten Dräger und Sturm den elften Platz.
2019 wurde sie bei den Weltmeisterschaften in Ottensheim im Leichtgewichts-Einer Weltmeisterin.

## Internationale Erfolge
- 1999: 2. Platz U23-Weltmeisterschaften im Leichtgewichts-Doppelzweier
- 2001: 10. Platz Weltmeisterschaften im Leichtgewichts-Einer
- 2002: 2. Platz U23-Weltmeisterschaften im Leichtgewichts-Doppelzweier
- 2002: 7. Platz Weltmeisterschaften im Leichtgewichts-Einer
- 2003: 1. Platz Weltmeisterschaften im Leichtgewichts-Doppelzweier
- 2005: 1. Platz Weltmeisterschaften im Leichtgewichts-Doppelzweier
- 2006: 10. Platz Weltmeisterschaften im Leichtgewichts-Doppelzweier
- 2007: 3. Platz Weltmeisterschaften im Leichtgewichts-Doppelzweier
- 2008: 4. Platz Olympische Spiele im Leichtgewichts-Doppelzweier
- 2009: 4. Platz Weltmeisterschaften im Leichtgewichts-Doppelzweier
- 2010: 1. Platz Europameisterschaften im Leichtgewichts-Einer
- 2010: 1. Platz Weltmeisterschaften im Leichtgewichts-Einer und Leichtgewichts-Doppelvierer
- 2011: 11. Platz Weltmeisterschaften im Leichtgewichts-Doppelzweier
- 2012: 11. Platz Olympische Spiele im Einer
- 2015: 2. Platz Europameisterschaften im Leichtgewichts-Doppelzweier
- 2016: 2. Platz Europameisterschaften im Leichtgewichts-Doppelzweier
- 2016: 11. Platz Olympische Spiele im Leichtgewichts-Doppelzweier
- 2019: 1. Platz Weltmeisterschaften im Leichtgewichts-Einer